# Max Elger
Max Christian Elger (ur. 24 listopada 1973) – szwedzki polityk i ekonomista, działacz Szwedzkiej Socjaldemokratycznej Partii Robotniczej, sekretarz stanu (2014–2021), od 2021 do 2022 minister.

## Życiorys
W 2001 uzyskał magisterium z ekonomii w Wyższej Szkole Handlowej w Sztokholmie. W 2007 doktoryzował się w tej dziedzinie na macierzystej uczelni. Członek Szwedzkiej Socjaldemokratycznej Partii Robotniczej, pracował w strukturze partyjnej jako sekretarz polityczny SAP oraz kierownik sekcji ds. budżetu. W międzyczasie był zatrudniony w radzie polityki fiskalnej (Finanspolitiska rådet). W latach 2014–2021 pełnił funkcję sekretarza stanu w resorcie finansów kierowanym przez Magdalenę Andersson. W listopadzie 2021, gdy jego przełożona objęła stanowisko premiera, Max Elger został mianowany ministrem do spraw rynków finansowych. Zakończył urzędowanie w październiku 2022.